# 슈타이넨
슈타이넨(독일어: Steinen)은 스위스 슈비츠주 슈비츠구에 있는 자치체이다.

## 지리
슈타이넨의 면적은 2006년 기준으로 11.9k㎡이다. 이 면적 중 52.7%는 농업용으로 사용되며, 22.1%는 산림이다. 나머지 토지 중 10.5%는 정착지(건물 또는 도로)이고, 나머지(14.6%)는 불모지(강, 빙하 또는 산)이다.
그것은 로스베르크와 라우에르츠 호수 사이에 위치하고 있다.

## 인구통계
슈타이넨의 인구(2020년 12월 31일 기준)는 3,624명이다. 2007년 기준으로 전체 인구의 7.6%가 외국인이다. 지난 10년 동안 인구는 11.8%의 비율로 증가했다. 2000년 기준으로 대부분의 인구는 독일어(94.6%)를 사용하며, 이탈리아어가 두 번째로 많이 사용(1.7%)하고, 세르비아-크로아티아어가 세 번째(1.1%)이다.
2000년 기준으로 인구의 성별 분포는 남성 50.8%, 여성 49.2%였다. 2008년 현재 슈타이넨의 연령 분포는 다음과 같다. 801명(인구의 28.9%)은 0~19세이다. 914명(32.9%)은 20~39세, 746명(26.9%)은 40~64세이다. 고령자 분포(6.8%)는 188명(65~74세)이다. 70~79세는 87명(3.1%), 80세 이상은 39명(1.41%)이다.
2000년 현재 1,033가구 중 1인 가구는 269가구(약 26.0%)이다. 95가구(약 9.2%)는 5인 이상의 대가족이다.
2007년 선거에서 가장 인기 있는 정당은 39.9%의 득표율을 기록한 SVP였다. 다음으로 가장 인기 있는 세 정당은 CVP (32.7%), SPS (13.3%), FDP (8.9%)였다.
슈타이넨에서는 인구의 약 68.6%(25-64세 사이)가 비필수 고등교육 또는 추가 고등교육(대학 또는 응용학문대학)을 완료했다.
슈타이넨의 실업률은 1.1%이다. 2005년 기준으로 1차 경제 부문에 177명이 고용되어 있고 이 부문에 약 65개 기업이 참여하고 있다. 326명이 2차 부문에 고용되어 있고 이 부문에 32개의 기업이 있다. 396명이 3차 부문에 고용되어 있으며 이 부문에는 75개의 기업이 있다.

### 종교
2000년 인구조사에 따르면 2,291명(82.6%)이 로마 가톨릭 신자이고, 233명(8.4%)이 스위스 개혁 교회에 속해 있다. 나머지 인구 중 크리스찬 가톨릭 교회 신자는 5명 미만, 정교회 신자는 21명(인구의 약 0.76%)이 있다. 16명(약 0.58%)의 인구는 다른 기독교 교회에 속해 있다. 이슬람교인은 61명(인구의 약 2.20%)이다. 다른 교회에 속해 있는 개인이 5명 미만(인구 조사에 나열되지 않음), 84명(또는 인구의 약 3.03%)이 교회에 속하지 않고, 불가지론자 또는 무신론자, 그리고 64명의 개인(또는 인구의 약 2.31%)이 질문에 대답하지 않았다.

### 과거 인구
역사적 인구는 다음 표에 나와 있다.
| 년도 | 인구  |
| ---- | ----- |
| 1950 | 1,751 |
| 1960 | 1,918 |
| 1970 | 2,131 |
| 1980 | 2,052 |
| 1985 | 2,202 |
| 1990 | 2,410 |
| 2000 | 2,788 |
| 2005 | 3,004 |
| 2007 | 3,041 |